# 세종중앙공원
세종중앙공원(世宗中央公園)은 대한민국 세종특별자치시에 위치한 공원이다.
약 138만㎡ 규모의 도심녹지공간으로 2020년 11월에 약 52만㎡의 공간을 개방했으며 추후에 추가로 약 86만㎡의 개방할 예정이다. 공원 내에는 장남들광장, 복합체육시설, 가족여가숲 등이 갖춰져 있다.